# Erm
Erm is een dorp in de gemeente Coevorden, in de Nederlandse provincie Drenthe. Vóór de gemeentelijke herindeling van 1 januari 1998 viel Erm onder de gemeente Sleen.
Erm bestond vroeger uit Voorste Erm en Achterste Erm. Erm is een esdorp en ligt aan de rand van het Drentse plateau, tussen twee essen en twee beekdalen. Het dorp Achterste Erm bestaat nog wel en ligt ten zuiden van Erm en wordt van Erm gescheiden door de autoweg N34.
Ten zuidwesten van het dorp ligt natuur- en recreatiegebied Ermerzand. Aan de plas die hiervan deel uitmaakt is het recreatiepark Ermerstrand gevestigd. Ook vindt men daar een kabelskibaan.
Het Pieterpad loopt door Erm.